# Від (Рейнланд-Пфальц)
Від (нім. Wied) — громада в Німеччині, розташована в землі Рейнланд-Пфальц. Входить до складу району Вестервальд. Складова частина об'єднання громад Гахенбург.
Площа — 4,69 км2. Населення становить 479 ос. (станом на 31 грудня 2020).